# Макмиллан, Джеймс (футболист)
Джеймс Макмиллан (англ. James McMillan; 1866 — неизвестно) — шотландский футболист, защитник конца XIX века. Играл за «Сандерленд», в составе которого провёл 5 матчей, все на кубок Англии, который в те годы назывался Кубком Вызова Футбольной Ассоциации, из них «Сандерленд» выиграл лишь два. Дебют его состоялся 8 ноября 1884 года в матче с «Редкар» ещё на стадии квалификации турнира, «Сандерленд» в той игре проиграл 1:3. Вторая игра Макмиллана состоялась через год 24 октября 1885 года опять с «Редкаром», который вновь был сильнее 0:3.
В сезоне 1886 года «Сандерленд» стал профессиональным клубом, а Макмиллан, являвшийся капитаном команды, таким образом стал первым капитаном—профессиональным футболистом «Сандерленда». В тот год Сандерленд вновь играл в кубке, 16 октября он обыграл «Морпет Харриерс» со счётом 7:2, 30 октября в тяжелой игре обыграл «Ньюкасл Вест Энд» 2:1, но в ответном матче был бит 0:1, и таким образом вылетел из турнира. Этот матч стал последним официальным, проведённым Макмилланом в майке «Сандерленда».
По окончании карьеры Макмиллан стал председателем открытой им компании, занимающейся кладкой кирпичей, «Джей. Макмиллан и Сыновья»  (англ. J. McMillan & Sons)